# Шамфъстък
Шамфъстъкът (Pistacia vera) е ниско храстовидно дърво, характерно за планинските региони на Иран, Туркменистан и западен Афганистан. За първи път е култивиран в западна Азия, по-късно е пренесен към Средиземноморието, а още по-късно към Калифорния и Австралия. Отглежда се заради вкусните си висококалорични ядки, богати на витамини и минерални вещества.

## Биологични характеристики
Дървото израства до 10 m височина. Листата му са перести, сезонно сменящи се с дължина 10–20 cm.
Шамфъстъкът е пустинно растение, което се отличава с високата си поносимост към солени почви. Устойчиво е и на големи температурни колебания: от −10 °C през зимата до 40 °C през лятото. Предпочита слънчев изглед и суха почва, не вирее добре в условия на висока влажност и кореновата му система е предразположена към загниване през зимата, ако получава твърде много вода, която няма къде да се оттича. Плодът узрява най-добре при дълго и горещо лято.
Растението е двудомно, т.е. отделните екземпляри (дървета) са или мъжки, или женски. Цветовете са еднополови, без венчелистчета, съцветието е от тип „метла“. Само женските дървета произвеждат ядки и има пълна реколта през годината.
Плодът е с твърда белезникава костилка, съдържаща удължена ядка, която става за консумация. Ядката е с бледоморава външна ципа и светлозелено месо, има специфичен аромат. Растящия шамфъстък се струпва на гроздове по дървото. Когато плодът узрее, черупката на ядката се разпуква с характерен звук. На всеки две години дървото дава средно 50 килограма ядки, около 50 000 на брой.

## Хранителна стойност
Шамфъстъкът е добър източник на фосфор, тъй като има ключова роля в заздравяването на костите и зъбите, заедно с калция. Фосфорът играе и роля, свързана с енергийния метаболизъм и с различни ензимни процеси в тялото.
Ядката е богата и на Витамин B1, който е препоръчителен за правилно функциониране на сърцето, нервната система и мускулите.

## Употреба в кулинарията
Ядките на шамфъстъка се ядат цели, както пресни, така и печени, обикновено осолени, но може да са и карамелизирани. Използват се за плънка на сладкиш или баклава, с тях може да се гарнира сладолед. В солените ястия най-често се използват като „подправка” или украса.

## Съхранение
Като всички ядки, и шамфъстъкът изисква правилно съхранение. След като плодът е събран от дърветата, той не трябва да се излага на светлина и топлина. Поради наличието на мазнини в ядките всяко притопляне е предпоставка за тяхното гранясване и развитие на гъбички. Дори готвачите съветват след разопаковане на шамфъстъка, той да се съхранява в хладилник.